# Prionapteryx
Prionapteryx är ett släkte av fjärilar. Prionapteryx ingår i familjen Crambidae.

## Bildgalleri

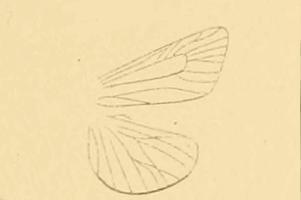
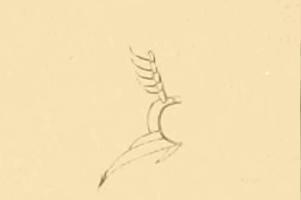
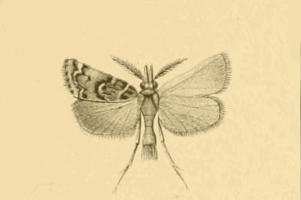
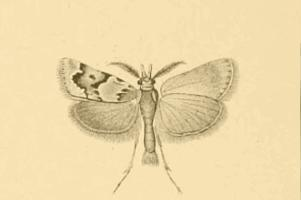

## Dottertaxa tillPrionapteryx, i alfabetisk ordning[1]
- Prionapteryx achatina
- Prionapteryx africalis
- Prionapteryx albescens
- Prionapteryx albiceps
- Prionapteryx albicostalis
- Prionapteryx albimaculalis
- Prionapteryx albipennis
- Prionapteryx albipunctella
- Prionapteryx albirenella
- Prionapteryx albistigma
- Prionapteryx albofascialis
- Prionapteryx albostigmata
- Prionapteryx alikangiella
- Prionapteryx amselella
- Prionapteryx arenalis
- Prionapteryx argentescens
- Prionapteryx bergii
- Prionapteryx brevivittalis
- Prionapteryx carmensita
- Prionapteryx cuneolalis
- Prionapteryx delectalis
- Prionapteryx delicatellus
- Prionapteryx diaplecta
- Prionapteryx diffusilinea
- Prionapteryx endoleuca
- Prionapteryx eugraphis
- Prionapteryx flavipars
- Prionapteryx fuscilella
- Prionapteryx hedyscopa
- Prionapteryx identella
- Prionapteryx invectalis
- Prionapteryx lancerotella
- Prionapteryx margherita
- Prionapteryx mariaeludovicae
- Prionapteryx mesozonalis
- Prionapteryx moghrebana
- Prionapteryx molybdella
- Prionapteryx nebulifera
- Prionapteryx neotropicalis
- Prionapteryx nephalia
- Prionapteryx nigrifascialis
- Prionapteryx obeliscota
- Prionapteryx ochrifasciata
- Prionapteryx octomaculalis
- Prionapteryx phaeomesa
- Prionapteryx plumbealis
- Prionapteryx rubricalis
- Prionapteryx rubrifusalis
- Prionapteryx rufistrigalis
- Prionapteryx santella
- Prionapteryx scitulella
- Prionapteryx selenalis
- Prionapteryx serpentella
- Prionapteryx soudanensis
- Prionapteryx spasmatica
- Prionapteryx strioliger
- Prionapteryx stroblei
- Prionapteryx termia
- Prionapteryx texturella
- Prionapteryx thysbesalis
- Prionapteryx xylochroa
- Prionapteryx yavapai